# Випрова
Випрова (рум. Vîprova) — село в Оргіївському районі Молдови. Входить до складу комуни, адміністративним центром якої є село Пуцинтей.

## Населення
За даними перепису населення 2004 року у селі проживали 745 осіб.
Національний склад населення села:
| Національність   | Кількість осіб | Відсоток   |
| ---------------- | -------------- | ---------- |
| молдавани румуни | 738 3          | 99,1% 0,4% |
| українці         | 2              | 0,3%       |
| росіяни          | 2              | 0,3%       |
| Всього           | 745            | 100%       |